# Tuxtla Gutiérrez
Tuxtla Gutiérrez nagyváros Mexikó délkeleti részén, Chiapas állam fővárosa. 2010-ben lakossága kb. 537 000 fő volt, de a 3 községből álló agglomeráció népessége a 684 000 főt is meghaladta.

## Földrajz

### Fekvése
Tuxtla Gutiérrez a Mexikó déli részén fekvő Chiapas állam középpontjától kissé északnyugatra fekszik egy tengerszint felett kb. 500 méterrel fekvő völgyben. A környező hegyek magassága az 1300 m-t is meghaladja. A város közvetlen közelében húzódik a Grijalva folyó, mely keresztülfolyik a Sumidero-kanyonon is, a környék legnevezetesebb turistalátványosságán. A városra nem jellemzőek a magas épületek, mindössze egy felhőkarcolója van, mely meghaladja a 100 m-es magasságot, a Torre Chiapas nevű irodaépület.

### Éghajlat
A város éghajlata igen forró, a nyár csapadékos, a tél pedig rendkívül száraz. Minden hónapban mértek már 37 °C feletti hőmérsékletet, de februártól júniusig 40 °C felettit is. Az átlagos havi hőmérsékletek 23–29 °C között változnak, a leghűvösebb hónap a január, a legmelegebb a május. Fagy még sohasem volt a városban, sőt, amióta mérik, még +7 °C-nál hidegebbet sem mértek soha. Az éves átlagos csapadékmennyiség 922 mm, melynek több mint 80%-a a júniustól szeptemberig tartó időszakban hull, decembertől februárig viszont mindössze 6–7 mm a három hónap összes csapadékának átlaga.
| Hónap                                   | Jan. | Feb. | Már. | Ápr. | Máj. | Jún. | Júl. | Aug. | Szep. | Okt. | Nov. | Dec. | Év   |
| --------------------------------------- | ---- | ---- | ---- | ---- | ---- | ---- | ---- | ---- | ----- | ---- | ---- | ---- | ---- |
| Rekord max. hőmérséklet (°C)            | 37,6 | 40,1 | 42,0 | 41,5 | 41,7 | 41,2 | 37,5 | 36,5 | 39,0  | 37,5 | 38,8 | 37,0 | 42,0 |
| Átlagos max. hőmérséklet (°C)           | 30,5 | 31,8 | 34,8 | 36,0 | 36,0 | 33,0 | 32,3 | 32,3 | 31,4  | 31,1 | 31,0 | 30,3 | 32,5 |
| Átlaghőmérséklet (°C)                   | 23,0 | 24,0 | 26,4 | 28,1 | 28,8 | 27,1 | 26,4 | 26,4 | 26,0  | 25,4 | 24,6 | 23,3 | 25,8 |
| Átlagos min. hőmérséklet (°C)           | 15,5 | 16,2 | 18,0 | 20,2 | 21,6 | 21,2 | 20,4 | 20,4 | 20,5  | 19,7 | 18,2 | 16,2 | 19,0 |
| Rekord min. hőmérséklet (°C)            | 7,1  | 7,5  | 9,9  | 11,3 | 15,0 | 17,0 | 14,3 | 17,0 | 10,0  | 13,0 | 10,0 | 8,0  | 7,1  |
| Átl. csapadékmennyiség (mm)             | 1    | 3    | 4    | 14   | 80   | 209  | 161  | 192  | 194   | 45   | 17   | 3    | 922  |
| Forrás: Servicio Meteorológico Nacional |      |      |      |      |      |      |      |      |       |      |      |      |      |

## Közlekedés
A városon nyugat–keleti irányban áthalad a 190-es főút, mely Oaxaca államot és Guatemalát köti össze, valamint két kiágazása is indul Tuxtla Gutiérrezből: északra (Chicoasén irányába) és délkelere. Szintén szövetségi főút vezet a szomszédos Tabasco állam fővárosába, Villahermosába is: a 195-ös. A települést vasútvonal nem érinti.
Tuxtla Gutiérrez légiközlekedését az Ángel Albino Corzo nemzetközi repülőtér biztosítja, mely a várostól délre fekszik, mintegy 25 km távolságban.

## Népesség
Ahogy egész Mexikóban, Tuxtla Gutiérrez szűken vett városában is és az agglomerációban is folyamatosan növekszik a népesség. Ezeket a változásokat szemlélteti az alábbi táblázat:
| Év   | Lakosság (Tuxtla Gutiérrez város) | Lakosság (Tuxtla Gutiérrez-i agglomeráció) |
| ---- | --------------------------------- | ------------------------------------------ |
| 1990 | 289 626                           | 362 921                                    |
| 1995 | 378 079                           | 471 261                                    |
| 2000 | 424 579                           | 523 482                                    |
| 2005 | 490 455                           | 610 714                                    |
| 2010 | 537 102                           | 684 156                                    |

## Története
A területen először a szoke indiánok telepedtek meg, akik Coyatoc néven alapítottak itt települést (jelentése: nyulak helye). 1486 és 1505 között az aztékok elpusztították Coyatocot és új településüknek a Tochtlán nevet adták (ez ugyanazt jelenti, mint a Coyatoc), a spanyolok később ebből a névből alakították ki a mai Tuxtla szót. Az ide érkező domonkos-rendi szerzetesek 1560-ban alapították meg hivatalosan a San Marcos Evangelista Tuchtla nevű kis falut, melyet a mai város közvetlen ősének tekinthetünk. Egy 1611-es adat szerint már 900 lakosa volt, 1762-ben pedig 2403.
1768-ban jött létre az Alcaldía mayor státuszú helyi önkormányzat, ennek első vezetője Juan de Oliver volt. 1776-ban már 3698 lakója volt, ám ez a szám két év alatt visszaesett 2841-re. 1786-ban a Soconusco kormányzata, valamint Tuxtla és Ciudad Real de Chiapa vezetőségének egyesítésével létrejött az úgynevezett Ciudad Real de Chiapa-i Felügyelőség (Intendencia), melyen belül Tuxtla irányítása alá 33 település tartozott. 1813-ban a település már Villa rangra emelkedett, lakossága ekkor 5000 fő körüli volt.
Mexikó függetlenségének 1821-es kikiáltása után a város szülötte, Joaquín Miguel Gutiérrez társaival együtt megalkotta a Plan de Chiapa Libre című tervet, melynek értelmében a mai Chiapas állam önállóvá vált, 1824-ben azonban tagállamként csatlakozott Mexikóhoz annak ellenére, hogy egy helyi népszavazáson a város lakói a Guatemalához való csatlakozás mellett döntöttek. (A népszavazás eredményével ellentétes döntés miatt szeptember 16-án tüntetést is tartottak.)
1827-ben jelent meg az állam első folyóirata, a Campana Chiapaneca, Gutiérrez szerkesztésében, aki a következő évben az állam második kormányzójává is vált. 1829-ben Tuxtlát Ciudad rangra emelték. 1837-ben ugyan az önálló állam megszűnt, de Tuxtla központi szerepét megőrizte: innentől fogva a Distrito del Oeste körzet székhelye volt. Az 1838-ban elhunyt Joaquín Gutiérrez tiszteletére 1848-ban a város felvette a Tuxtla Gutiérrez nevet, 3 év múlva pedig egy emlékművet is létesítettek az ő emlékére.

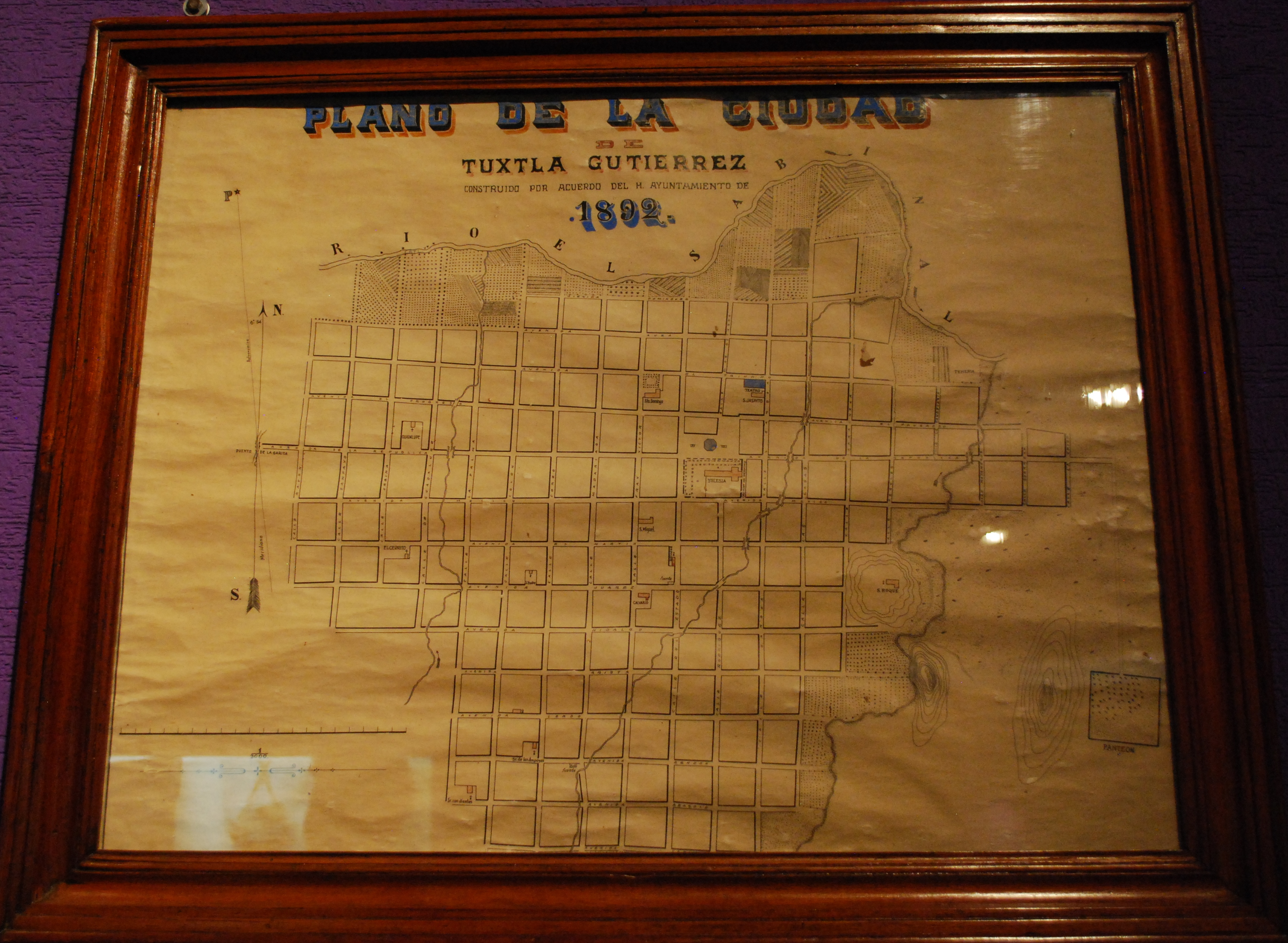
A város térképe 1892-ből

1891-ben a rendőrfőnökség épületében kezdte meg működését a város első órája, 1902-ben pedig leányiskola alakult meg Franciaországból érkező apácák vezetésével. 1910-ben nyílt meg az állami könyvtár.
A forradalom idején 1911-ben alakult meg az Hijos de Tuxtla nevű ezred, majd a következő évben a város védelme során a támadók meggyilkolták Julio Miramontes kapitányt. 1914-ben Jesús Agustín Castro győzedelmes bevonulásával vette kezdetét a carranzista felkelés a városban. 1915-ben alakult át a közigazgatás úgy, hogy létrejöttek a mai községek, köztük Tuxtla is, melynek első elnöke Noé Vázquez Rincón lett. 1915-ben a forradalmat ellenző mapachisták felgyújtották még a kormányzati palotát is, és csak három év múlva sikerült őket kiverni a városból, amikor is Salvador Alvarado mintegy 2500 katonája élén bevonult Tuxtla Gutiérrezbe.
A forradalom után békés fejlődésnek indult a város: 1924-ben már egy repülőgép is leszállt itt, igaz, csak véletlenül. 1926-ban avatták fel a város első közparkját, melyet Október 12. parknak neveztek el. 1927-ben azután ismét erőszakos jelenetek játszódtak le a településen: az Álvaro Obregón újraválasztását ellenző Luis Vidal képviselőt és Ricardo Alfonso Paniagua kormányzót agyonlőtték. 1934-ben pedig vallásellenes zavargások törtek ki a városban, melynek során templomokat zártak be és szenteket ábrázoló műtárgyakat égettek el. Néhány évtized alatt azonban a keresztényellenes hangulat jócskán megváltozott: 1965-ben még püspökség is létrejött Tuxtla Gutiérrez központtal (1990-ben még II. János Pál pápa is ellátogatott ide).
A következő időszakban a kultúra is fejlődött: 1982-ben avatták fel az Emilio O. Rabasáról elnevezett városi színházat, 2000-ben pedig a Jaime Sabines állami kulturális központot.

## Turizmus, látnivalók

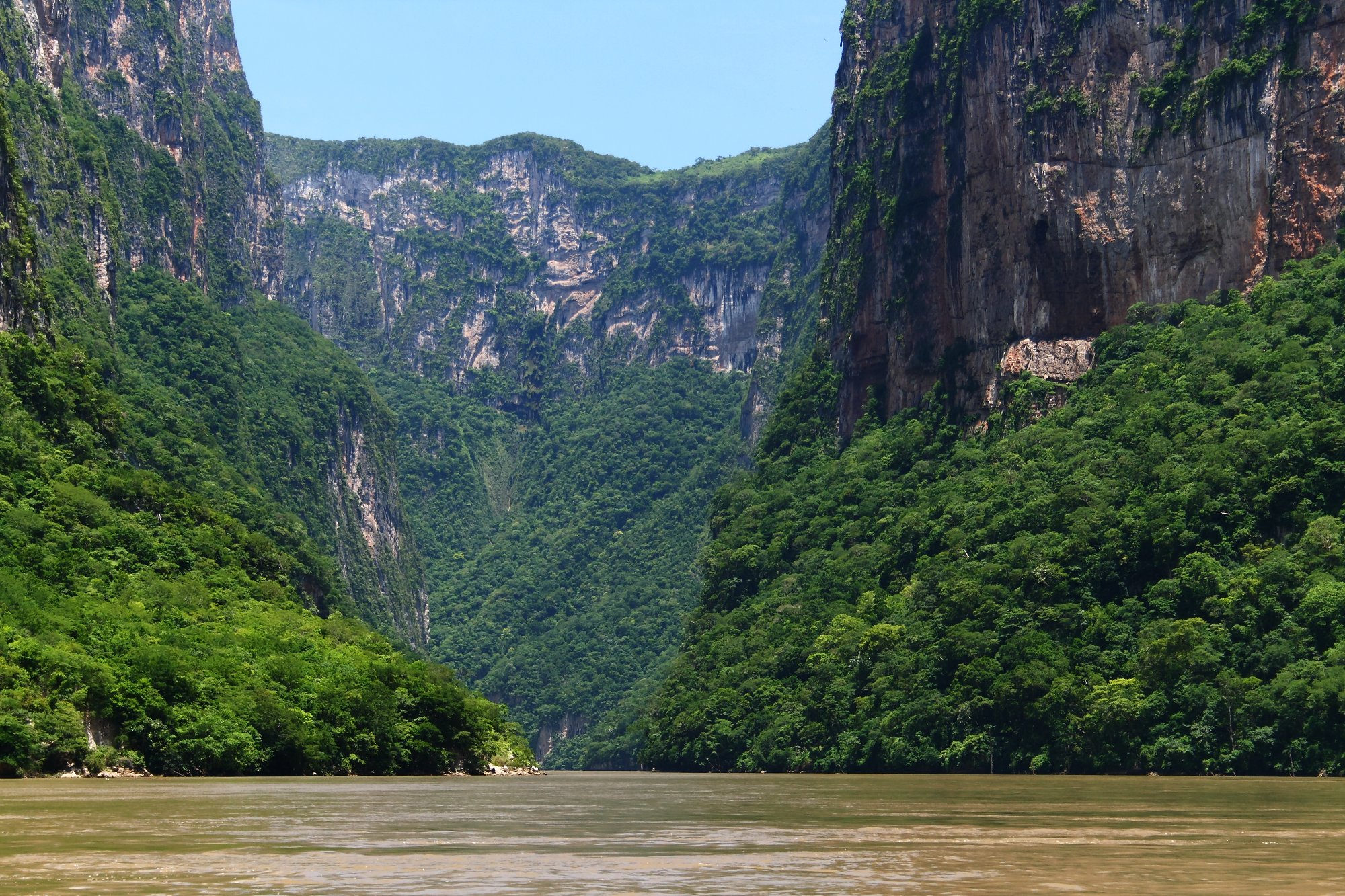
A Sumidero-kanyon

Tuxtla Gutiérrezt sok turista keresi fel, de elsősorban nem maga a város, hanem a közeli Sumidero-kanyon vonzza őket.
A városban is találhatóak látnivalók, közülük elsősorban a Miguel Álvarez del Toro állatkert emelkedik ki, ahol endemikus fajokat gyűjtöttek össze, és mely az egyik legjelentősebb állatkert egész Latin-Amerikában. A Museo Regional de Antropología 1982-re felépült épülete Chiapas prehispán kultúrái mellett bemutatja a vidék teljes történelmét, egészen napjainkig. A Casa de las Artesaníasban, vagyis a Kézművességek Házában kiállítások (köztük egy néprajzi múzeum) tekinthetők meg, és persze vásárolni is lehet a helyi kézművesek jellegzetes termékeiből.
Fontos műemléke a városnak a Szent Márk-székesegyház, mely eredetileg a 16. században épült, de később jelentősen átalakították. Nevezetes még a Parque Jardín de la Marimba nevű park, ahol időnként a környék jellegzetes hangszerén, a marimbán játszó művészek előadásait hallgathatják meg az ide látogatók.
A város egyik jelképe a településtől délre emelkedő hegyen, Copoya határában található óriási műalkotás, a keresztre feszített Jézust ábrázoló Chiapasi Krisztus.

## Sport
A város legkedveltebb sportja a labdarúgás. 2002-ben itt alapították meg a Jaguares de Chiapas csapatát, mely azonnal az első osztályban kezdte meg szereplését. 2013-ban a Jaguares hivatalosan megszűnt, de azonnal megalakult helyette a Chiapas FC, azonos színekkel és jelvénnyel, továbbra is az első osztályú bajnokságban játszva. Stadionjuk a közel 30 000 férőhelyes Estadio Víctor Manuel Reyna.
Tuxtla Gutiérreztől néhány km-re nyugatra építették fel az Autódromo Chiapas nevű NASCAR-pályát, azonban az évek múltával a pálya balesetveszélyessé vált, így 2011 óta nem rendeznek benne versenyeket.